# Séraphin Arnal
Pour les articles homonymes, voir Arnal.
Séraphin Arnal (1901-1966) est un spéléologue français.

## Biographie
Séraphin Arnal est né le 29 avril 1901 à Rivière-sur-Tarn dans l'Aveyron et est mort le 29 août 1966 à Mas-Saint-Chély.
Il était paysan mais également autodidacte, passionné de sciences (géologie notamment) et de techniques.
Originaire de Rivière-sur-Tarn (Aveyron), il était domicilié dans la localité de Caussignac (commune de Mas-Saint-Chély, en Lozère) sur le Causse Méjean[réf. nécessaire].

## Activités spéléologiques
Séraphin Arnal fut membre du Spéléo-club de France (adhésion en 1936) et de la Société des lettres, sciences et arts de la Lozère (adhésion en 1957).
Il fut un guide et un collaborateur précieux de Robert de Joly au cours des campagnes d'exploration que ce dernier mena sur le Causse Méjean. Il y explora notamment l'aven de Hures en 1931.
Avec le Spéléo-club de la Lozère, Séraphin Arnal explora plusieurs cavités dont :
- l'aven de Los Peyros : il y atteint la profondeur de -257 mètres grâce notamment à ses talents d'artificier.
- la grotte-exurgence de la Clujade : dans les gorges du Tarn, cette cavité fut explorée sur environ deux kilomètres en 1961-1962. Les connaissances de Séraphin Arnal en matière d'explosifs y jouèrent également un grand rôle.

À titre individuel, il n'explora aucune cavité notable. Mais il réalisa une étude hydrogéologique intéressante sur le cours souterrain de la Jonte qui était très mal connu en 1930.